# Dolní Dvořiště
Dolní Dvořiště település Csehországban, a Český Krumlov-i járásban. Dolní Dvořiště Pohorská Ves, Bujanov, Rožmitál na Šumavě, Vyšší Brod, Horní Dvořiště, Kaplice, Malonty, Rožmberk nad Vltavou, Windhaag bei Freistadt, Leopoldschlag és Wullowitz településekkel határos. Lakosainak száma 1433 fő (2024. január 1.).

## Népesség
A település lakosságának változását az alábbi diagram mutatja:
| Lakosok száma | 5259 | 5013 | 4812 | 1244 | 1165 | 1281 | 1278 | 1315 | 1357 | 1433 |
|               | 1869 | 1890 | 1921 | 1950 | 1980 | 2001 | 2017 | 2019 | 2022 | 2024 |